# Schwebebahn Dresden
Schwebebahn Dresden – zainstalowana i działająca w Dreźnie w Niemczech najstarsza na świecie kolej podwieszana. Łączy dzielnice Loschwitz i Oberloschwitz; stanowi element publicznego transportu miejskiego. Technicznie jest to kolej jednoszynowa z wagonikiem podwieszonym pod szyną. Całkowita długość trasy wynosi 273,8 metra; różnica wysokości między końcowymi punktami to 84 metry; szyna wsparta jest na 33 słupach. Zaprojektowana została przez Eugena Langena, późniejszego konstruktora Wuppertaler Schwebebahn w Wuppertalu. Pierwszy kurs z pasażerami odbył się 6 maja 1901.

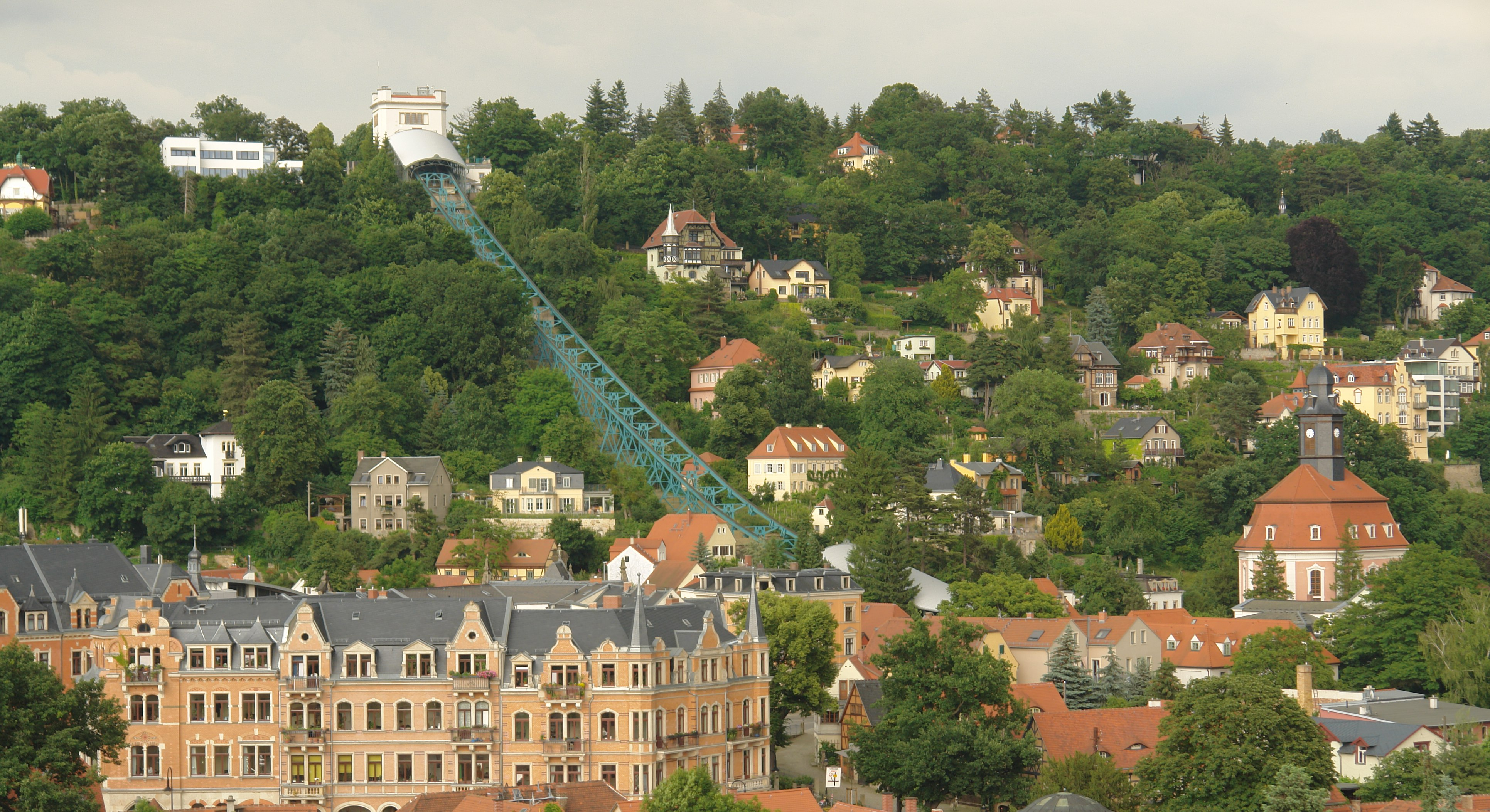
Trasa kolei i Loschwitz

Pomimo nietypowej, jednoszynowej podwieszanej konstrukcji, kolej ta obsługiwana jest jak konwencjonalna kolej linowo-terenowa. Dwa wagony są połączone wspólną liną, która na górnej stacji trasy okręcona jest wokół bębna napędowego. Wagonik wjeżdżający jest wciągany przez ciężar wagonika zjeżdżającego, a w razie potrzeby dodatkową pracą silnika elektrycznego obracającego bęben napędowy.
Kolej nie była uszkodzona podczas II wojny światowej. Wyłączono ją z ruchu w latach 1984-1992 z powodu konserwacji i rekonstrukcji. W latach 90. XX wieku i w roku 2002 wykonano dalsze prace rekonstrukcyjne oraz udostępniono punkt widokowy na dachu górnej stacji.
Schwebebahn Dresden jest jedną z dwóch kolei linowo-terenowych  w Dreźnie. Druga – Standseilbahn Dresden – jest klasyczną koleją linowo-terenową. Obydwie linie obsługuje zakład transportu miejskiego Dresdner Verkehrsbetriebe AG w ramach świadczenia usług transportowych w mieście.

## Parametry linii[1]
- Długość: 273,8 metrów
- Różnica wysokości między stacjami: 84 metry
- Maksymalne nachylenie: 39,2%
- Wagony: 2
- Liczba pasażerów: 40/wagonik
- Maksymalna prędkość: 2,5 m/s
- Czas podróży: 4,5 min.
- Napęd: elektryczny